# Gingee
Gingee (Tamil: செஞ்சி Ceñci; auch: Gingy, Senji) ist eine Stadt mit ca. 30.000 Einwohnern im südindischen Bundesstaat Tamil Nadu.

## Lage
Gingee liegt im Nordosten Tamil Nadus im Distrikt Viluppuram auf halber Strecke zwischen Tindivanam und Tiruvannamalai am Fluss Gingee in einer Höhe von ca. 90 m. Die nächstgrößere Stadt ist Puducherry (ehemals Pondicherry) rund 70 km (Fahrtstrecke) südöstlich. Die Stadt Vellore befindet sich ca. 90 km nordwestlich; die Millionenstadt Chennai liegt etwa 170 km nordöstlich. Das Klima ist schwülwarm; Regen fällt eigentlich nur in den Monaten Juli bis Dezember.

## Bevölkerung
| Jahr      | 1991  | 2001   | 2011   |
| Einwohner | k. A. | 21.251 | 27.045 |

Der Zuwachs der Bevölkerung in den letzten Jahrzehnten ist im Wesentlichen auf die anhaltende Zuwanderung von Familien aus dem Umland zurückzuführen. Knapp 75 % der Einwohner von Gingee sind Hindus, knapp 19 % Muslime und gut 6 % sind Christen; die anderen Religionsgruppen (Jains, Buddhisten, Sikhs) spielen kaum eine Rolle. Die Hauptsprache ist, wie in ganz Tamil Nadu, das Tamil, das von 82 % der Bevölkerung als Muttersprache gesprochen wird; 15 % sprechen Urdu und 3 % Telugu.

## Wirtschaft
Das Umland von Gingee ist landwirtschaftlich geprägt; in der Stadt haben sich Kleinhändler, Handwerker und Dienstleister aller Art angesiedelt.

## Geschichte
Es wird vermutet, dass die Cholas in der Nähe einer bereits existierenden Ansiedlung in der Zeit um 900 ein erstes Fort errichteten, welches in der Zeit der Dominanz des Vijayanagar-Reiches (14./15. Jahrhundert) erneuert und vergrößert wurde. Später übernahmen das Sultanat von Bijapur und das Mogulreich jeweils kurzzeitig die Macht, die im späten 17. Jahrhundert von den Marathen okkupiert wurde. Im Jahr 1690 flüchtete sich der Marathenführer Rajaram I. in das Fort von Gingee, welches daraufhin acht Jahre lang von den Truppen des Großmoguls Aurangzeb belagert und schließlich eingenommen wurde; Rajaram konnte jedoch entkommen. Briten und Franzosen stritten in den Karnatischen Kriegen (1744–1763) um die Vorherrschaft in der Region.

## Sehenswürdigkeiten
Die Kleinstadt ist vor allem für das Fort Gingee bekannt. Dieser weitläufige Festungskomplex besteht aus einem rund 7 km² großen ummauerten Areal, das sich über die drei Hügel Rajagiri, Kistnagiri und Chandraya Durg erstreckt. Auf dem Rajagiri Hill befindet sich eine befestigte Zitadelle. Im Inneren des Fort-Komplexes befinden sich Baudenkmäler aus der Zeit der wechselnden Herrscher, darunter das im indo-islamischen Stil errichtete Kalyana Mahal mit seinem 27 m hohen Turm sowie der um 1550 von den hinduistischen Nayaks erbaute Venkataramana-Tempel und die Sadatullah-Khan-Moschee aus dem Jahr 1718.

## Söhne und Töchter
- Michael Bosco Duraisamy (1929–1999), Bischof von Salem